# Margherita Sarfatti
Margherita Sarfatti, nacida Margherita Grassini (Venecia, 8 de abril de 1880 - Cavallasca, 30 de octubre de 1961), fue una intelectual, escritora, coleccionista y crítica de arte italiana italiana de religión judía, famosa por haber sido amante y biógrafa de Benito Mussolini.

## Biografía
Nacida en Venecia en el seno de la rica familia judía italiana Grassini, Margherita se casó con el abogado Cesare Sarfatti. Mujer muy culta y de gran erudición en el campo artístico, en 1902 se muda a Milán, donde escribió en Avanti della Domenica, y desde 1909 dirigió la sección de arte de Avanti!, órgano del Partido Socialista Italiano (PSI). En 1912, Anna Kuliscioff funda y dirige la revista La difesa delle lavoratrici en la cual se convoca a las mujeres socialistas italianas a colaborar; también Sarfatti se acerca con su aporte, tanto editorial como económico. 
El mismo año conoce a Benito Mussolini, en ese entonces afiliado al PSI, pero simpatizante de una corriente crítica. Entre ambos nace una simpatía que se transformará en un sentimiento mucho más profundo. Tal sentimiento acercará a Sarfatti a posiciones cada vez más cercanas a las de Mussolini, y en cierto modo se complementarán al punto que en 1918, Margherita se convierte en redactora de Il Popolo d'Italia, periódico fundado y dirigido por el futuro Duce. 
El 28 de enero de 1918, su hijo Roberto, voluntario en la Primera Guerra Mundial, cae en el Col d'Echele mientras conducía al ataque a su batallón. Como recuerdo de este episodio, Margherita mandó erigir un monumento fúnebre recordatorio en el sitio donde su hijo muere, obra del arquitecto Giuseppe Terragni.
En los años 1920, su salón milanés era frecuentado por muchos intelectuales y artistas. En el mismo periodo se convierte en la directora de Gerarchia, la revista de teoría política fundada por Benito Mussolini. En 1922, con el galerista Lino Pesaro y los artistas Anselmo Bucci, Leonardo Dudreville, Achille Funi, Gian Emilio Malerba, Pietro Marussig, Ubaldo Oppi y Mario Sironi fundan el llamado Novecento, cuyas obras fueron expuestas por primera vez en 1923 en la galería Pesaro de Milán. Por motivo de su adhesión al fascismo (en 1925 firma el Manifiesto de los intelectuales fascistas), algunos artistas se alejan de ella, no compartiendo el proyecto de Sarfatti de contribuir al nacimiento de un "arte fascista". Sin embargo, en la siguiente muestra de 1926 y a pesar de las polémicas, todavía se acercan la mayoría de los artistas italianos importantes.
Enviuda en 1924 y a partir de entonces se dedica a escribir una biografía de Mussolini, la cual se publica inicialmente en 1925 en Inglaterra con el título The life of Benito Mussolini y al año siguiente con el título de Dux. Dada la notoriedad del personaje y la familiaridad de la autora con el mismo, el libro tuvo un increíble éxito editorial y se vendieron 17 ediciones; traducido a 18 lenguas incluso el japonés y el turco. También colaboró como crítica de arte en el diario Il Popolo d'Italia. 
En 1930 se convirtió al cristianismo. Con la implementación de las leyes raciales en Italia en 1938, se dio cuenta de que a pesar de su conversión al cristianismo, tenía que abandonar, y huyó a Suiza . Llevó consigo dos maletas que contenían 1.272 cartas que le escribió Mussolini, una especie de "certificado de seguro". Su hija Piamate y su marido fueron enviados en nombre de Mussolini para convencerla de que regresara., pero se mudó sola a Argentina , dividiendo su tiempo entre ella y Uruguay, y trabajando, entre otras cosas, como periodista.. Sus hijos que permanecieron en Italia sobrevivieron a la guerra, pero su hermana y su cuñado fueron entregados al régimen fascista y perecieron en su camino a Auschwitz.. 
Empero, cuando la política fascista se torna intransigente y adopta las leyes raciales de inspiración nazi, Sarfatti se aleja de Italia por mucho tiempo, evitando así convertirse en víctima del régimen que tanto había defendido. Se dirige al Río de la Plata con su hijo Amedeo, a Argentina y Uruguay; trabaja en Montevideo como periodista y crítica de arte en El Diario. Su hija Fiammetta, conversa al catolicismo, permanece en Italia con su marido. Su hermana fue deportada al campo de concentración de Auschwitz, donde perece.
Retorna a Italia en 1947, una vez finalizada la guerra y tras la caída definitiva del fascismo, para retirarse a su villa en Cavallasca, cerca de Como, donde permanecerá apartada hasta su muerte acaecida en 1961.  C

## Película
La actriz estadounidense Susan Sarandon interpretó a Margherita Sarfatti en la película Cradle Will Rock (1999), escrita y dirigida por Tim Robbins. Sarandon comentó acerca de su papel: 

Margherita es una figura histórica legítima. Realmente existió. De verdad fue la amante de Mussolini y estuvo sumamente involucrada en la fragua de los movimientos artísticos italianos. Fue mecenas de los nuevos pintores en Italia. Vino a los Estados Unidos para vender la imagen de Mussolini entre los norteamericanos, y lo hizo a través de la columna de Hearst. Escribió una columna, y considero que, de este modo, procuró preparar al pueblo estadounidense para el concepto de ingresar a la guerra del lado de Mussolini. Y también intentaba financiar la guerra. Y lo complicado de todo esto fue el hecho de ser judía, y en realidad estaba facilitando su propia crisis, que a la postre la hizo huir de su país para vivir en Argentina, creo yo, durante algunos años, hasta que fue seguro retornar a casa. No tengo idea si ella lo negó todo, o si realmente creyó que había una manera de dormir con Mussolini sin ser acusada como culpable. Pero terminó en una posición sumamente incómoda. Estaba codeándose con todos esos norteamericanos ricos. Creo que en el contexto de la película, ella es alguien con una tarea para hacer y, como amaba el arte, a veces se encuentra dando todo su arte a personas que considera que no lo aprecian realmente.

## Obras
- A Margherita Sarfatti, Ada Negri dedica su primera colección de prosa, Le solitarie[6]
- Dux, Mondadori 1926. The Life of Benito Mussolini texto descargable de la edición de 1925 en lengua inglesa.
- Storia della pittura moderna, P. Cremonese 1930.
- Diciottesima Esposizione Biennale Internazionale d'Arte : 1932 : catalogo, Carlo Ferrari, 1932
- Daniele Ranzoni- Reale Accademia d'Italia, 1935
- Tiziano o De la fe en la vida, Buenos Aires, Poseidón, 1944.
- Casanova contro Don Giovanni, Mondadori 1950.
- Acqua passata, Cappelli 1955.